# Varaville
Varaville – miejscowość i gmina we Francji, w regionie Normandia, w departamencie Calvados.
Według danych na rok 1990 gminę zamieszkiwało 826 osób, a gęstość zaludnienia wynosiła 50 osób/km² (wśród 1815 gmin Dolnej Normandii Varaville plasuje się na 275. miejscu pod względem liczby ludności, natomiast pod względem powierzchni na miejscu 189.).